# Al ponerse el sol
Al ponerse el sol es una película española dirigida por Mario Camus y contó como ayudantes de dirección a Antonio Betancour y Antonio Montoya. Estrenada en el año 1967 en Eastmancolor y formato panorámico. Un título alternativo es: 'At sunset'

## Argumento
En pleno éxito, un cantante famoso se resiente de la fatiga y el desgaste que la continua atención de los medios de comunicación le ocasionan. Se retira primero a una clínica y después a una propiedad que tiene en el norte de España. Allí descubre que una antigua secretaria suya vivió una historia en una casa próxima, y se interesa por lo sucedido.